# Gromphadorhini
Gromphadorhini es una tribu de insectos blatodeos de la familia Blaberidae, subfamilia Oxyhaloinae. Esta tribu comprende 20 especies divididas en seis géneros.

## Géneros
Los seis géneros de la tribu Gromphadorhini son los siguientes:
- Aeluropoda
- Ateloblatta
- Elliptorhina
- Gromphadorhina
- Leozehntnera
- Princisia

El género que cuenta con más especies es Elliptorhina, con 10. 